# Czwarta Cieśnina Kurylska
Czwarta Cieśnina Kurylska (ros. Четвёртый Курильский пролив, Czetwiortyj Kurilskij proliw) – cieśnina oddzielająca wyspy Paramuszyr (na północy) i Onekotan (na południu). Łączy Morze Ochockie z otwartym Oceanem Spokojnym. W języku angielskim jest znana również pod nazwą Amphitrite Strait lub 50th Passage. Ma 28 mil (45 km) szerokości. Jest zazwyczaj używana do żeglugi przez statki przepływające przez Morze Ochockie, zmierzające do i z Pietropawłowska Kamczackiego. Przez cieśninę wpływa do Morza Ochockiego Prąd Kurylski. W cieśninie leży wyspa Makanruszi. 14 czerwca 1865 roku przez cieśninę przepłynął James Iredell Waddell na statku CSS „Shenandoah”.